# فالنتينييه
ڤاليتينيه (بالفرنسية: Valentigney)‏ هي بلدية فرنسية في اقليم دوبس في منطقة بورغون فرانش-كونت . تعتبر عاصمة كانتون في مونتبيليه. ڤاليتينيه هي ثالث أكبر مدينة في محيط مونبيليار.